# 225 Henrietta

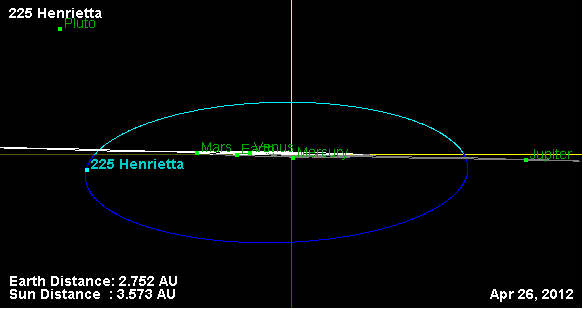
Rota de tal asteroide, conhecido como Henrrieta 255.

Henrietta (asteroide 225) é um asteroide da cintura principal com um diâmetro de 120,49 quilómetros, a 2,4846621 UA. Possui uma excentricidade de 0,2668163 e um período orbital de 2 278,63 dias (6,24 anos).
Henrietta tem uma velocidade orbital média de 16,17951426 km/s e uma inclinação de 20,88789707º.
Este asteroide foi descoberto em 19 de Abril de 1882 por Johann Palisa.